# Землянка (Обухівський район)
Землянка — село в Україні, у Кагарлицькій міській громаді Обухівського району Київської області. До 2020 року Землянка та Шубівка підпорядковувалося Шубівській сільській раді, а нині ці села входять до складу Шубівського старостинського округу. Населення становить 157 осіб.

## Географія
Село Шубівка розташоване за 94 км від обласного центру, 50 км від районного центру та 17 км від адміністративного центру міської громади. За 18 км знаходиться найближча залізнична станція Карапиші II.
Вулиці
У Землянці налічується 3 вулиці:
- Вишнева (Гагаріна)
- Польова
- Шевченка Тараса

## Населення
За даними всеукраїнського перепису населення 2001 року, населення становило 194 особи, у 2010 році — 157 осіб. 
Мова
Розподіл населення за рідною мовою за даними перепису 2001 року був наступним:
| українська | 191 | 98,45 |
| російська  | 3   | 1,55  |

## Археологічні розвідки
На полях частини села Землянка розташовано чотири кургани кочовиків, де виявлено скелет коня, залізний меч, вудила та стремена.